# Advocaat-fiscaal
Een advocaat-fiscaal, vroeger ook raad-fiscaal, was in Nederland de vertegenwoordiger van het Openbaar Ministerie bij de bijzondere gerechtshoven en de Bijzondere Raad van Cassatie. Zijn rol in het rechtssysteem was het beste te vergelijken met die van de officier van justitie (openbaar aanklager). De leiding van de advocaten-fiscaal berust bij de procureur-fiscaal. 

## Advocaten-fiscaal
Enkele meer- of minder bekende advocaten-fiscaal waren: 
- Jan Bouwensz, raadpensionaris van Holland en West-Friesland, was van 1481 tot 1489 advocaat-fiscaal bij het Hof van Holland, Zeeland en West-Friesland.
- Hugo de Groot (Grotius), rechtsgeleerde, was van 1607 tot 1614 advocaat-fiscaal bij het Hof van Holland en de Hoge Raad.
- Aernout van Overbeke, een bekend Nederlands schrijver in de zeventiende eeuw, vertrok naar Batavia en werkte daar tussen 1668 en 1672 als advocaat-fiscaal en als president bij de Raad van Justitie.
- Pieter van Overstraten, van 1796 tot 1801 Gouverneur-generaal van Nederlands-Indië, was daaraan voorafgaand enkele jaren advocaat-fiscaal bij de Raad van Justitie in Batavia geweest.
- Joan van der Hoop, minister van Marine onder koning Willem I, was van 1781 tot 1795 advocaat-fiscaal bij de Admiraliteit van Amsterdam.
- Pieter Paulus, voorzitter van de Eerste Nationale Vergadering ten tijde van de Bataafse Republiek,  was van 1785 tot 1788 advocaat-fiscaal bij de Admiraliteit van de Maze.
- Court van Beyma, was voorman van de Friese patriotten en pleegde in 1787 een staatsgreep in Friesland. Het werd hem uiteindelijk vergeven en tussen 1798 en 1806 werd hij aangesteld als advocaat-fiscaal bij de Admiraliteit van Friesland in Harlingen.
- Gerard Beelaerts van Blokland,  minister van Financiën onder koning Willem I, was van 1803 tot 1814 procureur-generaal en advocaat-fiscaal bij de Hoge Militaire Vierschaar te Kaap de Goede Hoop.
- Jacob van de Kasteele, burgemeester van Den Haag en lid van de Tweede Kamer, was daarvóór, tussen 1808 en 1814 advocaat-fiscaal bij de Hoge Raad der Nederlanden.
- Hubert van Asch van Wijck was vanaf 1814 advocaat-fiscaal voor de middelen van de provincie Utrecht. Later werd hij burgemeester van Utrecht en voorzitter van de Tweede Kamer der Staten-Generaal.
- Frederik van de Poll, burgemeester van Amsterdam en gouverneur van Utrecht, was van 1814 tot 1822 advocaat-fiscaal der Middelen te water in Amsterdam.
- Harry van Doorn, minister van Cultuur, Recreatie en Maatschappelijk Werk in het kabinet-Den Uyl, was advocaat-fiscaal bij het Bijzonder Gerechtshof in Rotterdam, waar hij tussen 1945 en 1951 vele malen de doodstraf eiste tegen landverraders.
- Gerard Langemeijer, van 1957 tot 1973 procureur-generaal bij de Hoge Raad der Nederlanden, was tussen 1946 en 1950 advocaat-fiscaal bij de Bijzondere Raad van Cassatie.
- Johannes Zaaijer was na de Tweede Wereldoorlog procureur-fiscaal - hoofd van de advocaten-fiscaal - bij het Bijzonder Gerechtshof te 's-Gravenhage waar hij leiding gaf aan het Parket dat de belangrijkste oorlogsmisdadigers vervolgde; daarmee bepaalde hij de richting van dat vervolgingsbeleid.